# Old Trafford Cricket Ground
Pour le stade de football, voir Old Trafford.
Old Trafford Cricket Ground, ou plus communément Old Trafford, est un stade de cricket situé à Manchester, en Angleterre. Il est le siège du Lancashire County Cricket Club depuis 1864. D'une capacité de 19 000 places, il a accueilli son premier test en 1884, à l'occasion d'un match entre l'Angleterre et l'Australie et est régulièrement utilisé depuis par la sélection anglaise. Il a accueilli son premier One-day International en 1972. Des matchs y ont été joués lors des quatre Coupes du monde ayant eu lieu en Angleterre, en 1975, 1979, 1983 et 1999.
Il est situé à proximité d'Old Trafford, le stade de football qui porte le même nom.
Il accueille également des concerts : le 12 septembre 2009 le groupe britannique Coldplay à l'occasion de leur tournée des stades, The Viva la Vida Tour; le 4 septembre 2010, le groupe britannique Muse à l'occasion de leur tournée des stades, The Resistance Tour 2010 et la chanteuse Rihanna, dans le cadre de sa tournée Anti World Tour, le 29 juin 2016. De plus le 4 juin 2017 s'y est déroulé le One Love Manchester, concert caritatif d'Ariana Grande après l'attentat perpétré le 22 mai 2017 après l'un de ses concerts au Manchester Arena durant sa tournée The Dangerous Woman World Tour.